# 社会大衆党
社会大衆党（しゃかいたいしゅうとう、旧字体：社󠄁會大衆󠄁黨）は、昭和初期の日本に存在した無産政党。略称は社大党。

## 概要
帝国憲法下で離合集散が続いていた無産政党（合法的社会主義政党）の主要党派の合同により結党。1937年の第20回衆議院議員総選挙では立憲民政党、立憲政友会の二大政党に次ぐ第三党の地位を得る。この頃から、日本の政治体制を国家社会主義へと移行させる運動（新体制運動）が起こるとこれを積極的に推進。1940年、大政翼賛運動の旗振り役として、先陣を切る形で解党、いわゆる近衛新党（大政翼賛会）へと合流した。

## 歴史
戦前の無産政党は長く離合集散を繰り返していたが、1931年7月に労農党・全国大衆党・社会民衆党合同賛成派が合同し、全国労農大衆党が結成された。これがきっかけとなり、さらに1932年7月24日に全国労農大衆党と社会民衆党が合同して、社会大衆党が結成され（安部磯雄委員長・麻生久書記長）、無産政党の統一が実現する。
結党当初、日本社会では世界恐慌に起因する不況が長続きする中、これを資本主義の限界とみなして、社会の諸制度の革新および社会主義への移行により解決を図るという革新思想が流行し、政府機関の中でも、革新官僚や陸軍内の革新分子を中心に、社会の統制を志す動きがあった。
1934年10月1日、陸軍省新聞班が発表した「国防の本義と其強化の提唱」では、社大党からは作成に亀井貫一郎が関与していた。麻生書記長はこのパンフレットについて、「資本主義的機構を変革して社会国家的ならしむることを主張している」「日本の国情に於ては資本主義打倒の社会改革に於て軍隊と無産階級の合理的結合を、必然ならしめている」として、強い支持の態度を表明する。また亀井も、
と述べ、国家社会主義の立場を明確にする。
この主張は、革新官僚の間では賛意を巻き起こし、1936年2月の第19回衆議院議員総選挙では、時の岡田内閣からひそかに資金供与を受けた。同選挙では、15議席を獲得する。続く第20回衆議院議員総選挙（1937年4月）では、36議席とさらに躍進し、第三党にのぼる。同年7月に日中戦争が勃発すると、社大党はこれを支持。また、挙国一致によりこの戦争を遂行すべく、「人民戦線分子（共産主義者）の一掃」に努めるよう主張した。11月15日の全国大会では、「民族性を認めていわゆる国家、民族、階級の三位一体主義を基調とすることに根本方針の転換を行い、これに立脚したる綱領および政策を決定したるが特に支那事変に対してはその意義を日本民族発展の一段階にして、支那における英米資本主義の打倒とソ連勢力駆逐による東洋民族の解放を図る聖戦にして国内的には国家革新の推進力なりと規定」し、資本主義と共産主義を排除した国家社会主義の導入を明確に標榜した。
この頃、亀井が洋行、ナチス・ドイツのファシズム政策を視察する。1938年4月に帰国してのち、ドイツに拠って日本に一国一党制を導入する方途が研究される。8月上旬には「大日本党部」構想としてまとめられ、近衛文麿首相に提出された。この案は、時の首相を党総裁がつとめ、政策や人事についての一切を、党内の合議によらず決裁するという独裁的権力を与えるものであった。この時は近衛首相本人が新党結成に乗り気でなく、近衛首相の辞任によって取りやめとなる。
この後、平沼内閣、阿部内閣、米内内閣と、国家社会主義と距離をとる政権が続く中、国家社会主義党派間の連携、合同の動きが起こる。1939年、社大党、国民同盟、東方会、日本革新農村協議会の4勢力の合同が計画され、途中で離脱した国民同盟を除く3勢力合同による「全体主義単一国民政党」の結党大会の段取りまで話が進んでいたが、実現には至らなかった。その背景には社会大衆党内で旧日労系（旧日本労農党系）が主導して議論が進み、社民系（旧社会民衆党系）が人事問題で反発したことなどが挙げられ、安部磯雄の不参加表明で合同構想の破綻は決定的となった。
1940年（昭和15年）、斎藤隆夫衆議院議員（民政党）の反軍演説への対応をめぐって再度対立が表面化した。同年3月7日の斎藤に対する懲罰動議では、党首の安部磯雄、西尾末広、片山哲、水谷長三郎、鈴木文治ら10名が反対。斎藤の除名が党議として決定した後も、除名を討議する代議士会に欠席・棄権した。これらの旧社民系（旧社会民衆党系）の議員に対し、麻生久や三宅正一は除名を主張し、10名に対して離党勧告を行った（うち8名が除名処分となった）。同年4月27日の党中央委員会で、麻生久を委員長、三輪寿壮を書記長に選任し、旧日労党系（旧日本労農党系）の人々が党内の主導権を掌握した。
反軍演説に対する除名騒動、および5月のドイツによる電撃的なフランス侵攻と占領がきっかけとなり、近衛新党を巡る動きが再燃。社大党は1938年時と同様、一国一党制樹立の策案を多く作成、近衛基首相に提出している。そして7月6日、社大党は、「血盟の同志前に斃れ、受難の友人後に傷つき、三十年顧みれば、茫として夢たり」と宣言して解党する。
後史
社大党を含む全政党の解党後、いわゆる近衛新党として大政翼賛会が結成されるが、同会は結成からほどなくして、帝国議会や財界の批判および憲法学者からの意見の訴えにより、当初想定されていた、一国一党制に基づく社会主義政党（政治結社）ではなく、統治機構の末端を担う、内務省の外郭団体へと変質する（公事結社）。一部の革新派はこれとともに翼賛会と袂を別ち、独自の政治結社を再び立ち上げたが、社大党の主だった面々は、特に再結集や目立った政治運動を行うことはなかった。
第二次世界大戦後は、日本社会党の源流の一つとなった。社大党選出の代議士であった三輪寿壮・河上丈太郎・西尾末広・浅沼稲次郎が戦後には社会党幹部となるなど、人脈的につながりがある。政策的には社会党右派に属し、1960年に社会党から民社党が分裂した際には、民社党に移った者も多い。

## 政策

### スローガン
（社大党第六回大会時）
- 真の挙国一致達成の為に！
- 戦時社会政策の実現
- 国民経済の計画化
- 挙国一致！ 勤労報国 

### 綱領
（転向後、追加された新綱領）
- 一、我党は国体の本義に基き日本国民の進歩発達を図り以て人類文化の向上を期す。
- 一、我党は勤労大衆を代表して資本主義を改革し以て産業の計画化と国民生活の安定を期す。

（改訂、追加された新綱領）
- イ、広義国防の徹底
- ロ、通商、移民、資源利用の自由